# Astraeus
Astraeus (лат.) — род жуков-златок из подсемейства Polycestinae. Единственный род трибы Astraeini Cobos, 1980.

## Распространение
Австралия и Новая Каледония.

## Описание
Мелкие и среднего размера златки (1—2 см). Клипеус короткий. Усиковые ямки мелкие и округлые, расположены у нижних внутренних краев глаз. Пронотум шире своей длины, сверху выпуклый. Обитают в зоне склерофиллов. Личинки развиваются на казуаринах и банксии. Имаго отмечены на чайном дереве (Melaleuca).

## Систематика
Около 50 видов. Род Astraeus в 1980 году был выделен в самостоятельную трибу Astraeini Cobos, 1980 (=Astraeusini).
- Astraeus acaciae Barker, 1999
- Astraeus adamsi Barker, 1975
- Astraeus aridus Barker, 1989
- Astraeus badeni van de Poll, 1889
- Astraeus bakeri Barker, 1975
- Astraeus blackdownensis  Barker, 1977
- Astraeus carnabyi  Barker, 1975
- Astraeus carteri  Barker, 1975
- Astraeus crassus  van de Poll, 1889
- Astraeus crockerae Barker, 1979
- Astraeus cyaneus  Kerremans, 1900
- Astraeus dilutipes  van de Poll, 1886
- Astraeus elongatus  van de Poll, 1886
- Astraeus flavopictus Laporte & Gory, 1837typus
- Astraeus fraseriensis  Barker, 1975
- Astraeus fraterculus  van de Poll, 1889
- Astraeus globosus  Barker, 1975
- Astraeus goerlingi  Barker, 1975
- Astraeus intricatus  Carter, 1925
- Astraeus jansoni  van de Poll, 1889
- Astraeus macmillani  Barker, 1975
- Astraeus major  Blackburn, 1890
- Astraeus mastersii  Macleay, 1872
- Astraeus meyricki  Blackburn, 1890
- Astraeus minutus  Barker, 1975
- Astraeus mourangeensis  Barker, 1977
- Astraeus navarchis  (Thomson, 1856)
- Astraeus oberthuri  van de Poll, 1889
- Astraeus obscurus  Barker, 1975
- Astraeus occidentalis  Barker, 1989
- Astraeus princeps  Barker, 1989
- Astraeus prothoracicus  van de Poll, 1889
- Astraeus pygmaeus  van de Poll, 1886
- Astraeus samouelli  Saunders, 1868
- Astraeus simulator  van de Poll, 1889
- Astraeus smythi  Barker, 1975
- Astraeus vittatus  van de Poll, 1889
- Astraeus watsoni  Barker, 1975
- Astraeus williamsi  Barker, 1989
- Astraeus yarrattensis  Barker, 1989